# Самгук саги
«Самгу́к саги́» (кор. 삼국사기, 三國史記, Samguk Sagi, Samguk Sagi, или «Исторические записи трёх государств») — древнейший сохранившийся памятник корейской историографии. Создан в середине XII века как официальная династийная история (чонса). Его хронологические рамки охватывают события эпохи Трёх государств — Когурё, Пэкче и Силла. Как и все прозаические произведения корейской литературы той эпохи, этот памятник написан на литературном китайском языке (кор. ханмун). Наряду с «Самгук юса», «Самгук саги» является одним из двух базовых источников по ранней истории Кореи. 
«Самгук саги» не следует смешивать с китайским историческим сочинением «Сань го чжи» («Записи о Трёх царствах») — официальной историей периода Троецарствия.

## История создания и структура
Составление «Самгук саги» было предпринято по указанию корёского вана Инджона (правил в 1122—1146) группой учёных под руководством придворного историка Ким Бусика и завершилось в 1145 году. Ким Бусик, будучи убеждённым конфуцианцем, исключил из своего повествования все элементы чудесного. 
Памятник состоит из 50 томов (кор. квон 권, 卷), включающих в себя следующие тематические разделы:
- «Летописи Силлы» (Силла понги, 신라본기, 新羅本紀) — 12 томов
- «Летописи Когурё» (Когурё понги, 고구려본기, 高句麗本紀) — 10 томов
- «Летописи Пэкче» (Пэкче понги, 백지본기 , 百濟本紀) — 6 томов
- «Хронологические таблицы» (Ёнпхё, 연표, 年表) — 3 тома
- «Разные описания» (Чапчи, 잡지, 雜志) — 9 томов
- «Биографии» (Ёльчон, 열전, 列傳) — 10 томов.

Первые 12 томов, содержащие основные тексты (понги / бонги) и охватывающие период с 57 года до н.э. по 936 год н.э., посвящены царству Силла. За ними следует более сжатая история Когурё (охватывающая период с 37 года до н.э. по 668 год н.э.). Завершает книгу история Пэкче (охватывающая период с 18 года до н.э. по 660 год н.э.) — самый короткий из трех текстов.

## Споры о достоверности
На содержании исторического труда отразилось время его создания. В 1126 году чжурчжэни захватили расположенное к северу от Кореи государство киданей, которое Корея когда-то сдерживала. В следующем году они поглотили весь северный Китай империи Сун. В самой Корее столкнулись две влиятельные группировки: военные, выступавшие за превентивную войну против чжурчжэней, и группировка ученых-чиновников, ратовавших за оборонительный союз с Китаем. Ким Бусик, координировавший составление хроники, происходил от царей Силлы и старался подчеркнуть преемственность между Силлой и современным государством Корё. Весь его труд может рассматриваться как доказывание необходимости союза Корё с Китаем. 
Ангажированность составителя может объяснить некоторые искажения исторических фактов. Наибольшие споры вызывает достоверность изложения древнейшего периода корейской истории, поскольку датировка основания трех царств имеет явную политическую подоплёку (основание Силлы, победившей в борьбе с соперниками, удревнено). В современной корейской историографии «Самгук саги» рассматривается как компиляция более древних традиций, однако нет определённости в отношении того, когда эти традиции сформировались и насколько точно они переданы.

## Значение
Значение «Самгук саги» для корейской историографии может быть уподоблено значению «Повести временных лет» для истории Руси, поскольку этот памятник содержит описание основных исторических событий, изложенных в хронологическом порядке, включая мифы об основании, становлении и падении трех древних корейских царств — Когурё, Пэкче и Силла — а также сведения о последовательности их правителей. Будучи первым сохранившимся историческим трудом Кореи, составленным при государственной поддержке, «Самгук саги» послужил образцом для последующих корейских книг по истории.
Исключительное значение для филологии и лингвистики имеют глоссы топонимов на территории Когурё (в книгах 35 и 36), которые проливают единственный в своём роде свет на языковую ситуацию в Корее раннего средневековья. Многие из приведённых в хронике древнекорейских топонимов прозрачно этимологизируются с привлечением древнеяпонского языка.

## Русский перевод
Полный перевод «Самгук саги» на русский язык (с приложением факсимиле оригинального ханмунного текста) был опубликован на рубеже XX и XXI веков  издательством «Наука» в серии «Памятники литературы народов Востока» (Тексты. Большая сер., I, 1-3).

### Публикации текста памятника
- Ким Бусик. Самкук саги. Летописи Силла / изд. текста, пер., вступ. ст. и коммент. М. Н. Пака. — Москва : Издат. фирма «Восточная литература» РАН, 2001. — 383, [1], V, [1]; [VII], 1, 202 с.
- Ким Бусик. Самгук саги. Летописи Когурё. Летописи Пэкче. Хронологические таблицы / изд. текста, пер., вступ. ст. и коммент. М. Н. Пака; [отв. ред. Л. Р. Концевич]. — Москва: Издат. фирма «Восточная литература» РАН, 1995. — 405, [1], VII, [1]; [2], VI, [1], 344, [1] с.
- Ким Бусик. Самгук саги. Разные описания. Биографии / изд. текста, пер., вступ. ст., коммент., прил. под общ. ред. М. Н. Пака и Л. Р. Концевича]; [отв. ред. М. Н. Пак, Л. Р. Концевич]. — Москва: Издат. фирма «Восточная литература» РАН, 2002. — 444, XVIII; [2], VI, 217, [1] с.

### Исследования
- Никитина М. И., Троцевич А. Ф. Очерки истории корейской литературы до XIV в.. — Москва : Наука, Гл. ред. вост. лит., 1969. — 236, [3] с.
- Соловьёв А. В. Некоторые проблемы изучения культуры Кореи периода Трёх государств (на примере текста Самгук саги Ким Бусика) // Российское корееведение: альманах. — Москва : МЦК при МГУ, ИД «Муравей-гайд», 1999. — № 1. — С. 133—146.
- Троцевич А. Ф. История корейской традиционной литературы (до XX в.): учебное пособие. — Санкт-Петербург : Изд-во С.-Петерб. ун-та, 2004. — 321, [3] с.